# Gedenkmedaille der Feldzüge in Ostafrika

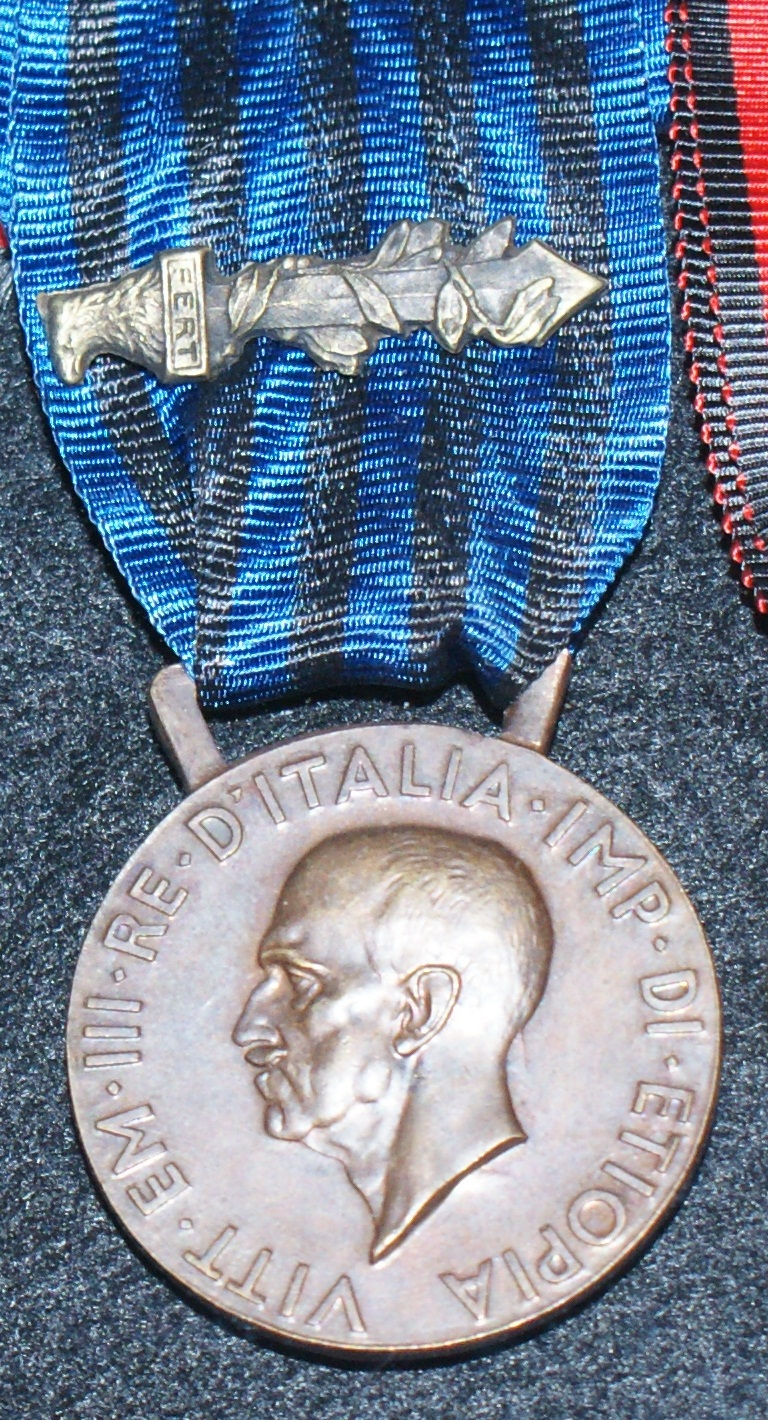
Avers

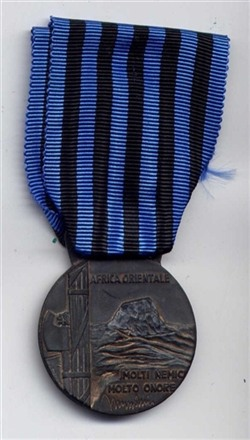
Revers

Die Gedenkmedaille der Feldzüge in Ostafrika (it. Medaglia a ricordo delle campagne in Africa orientale) war eine Auszeichnung des Königreiches Italien, welche am 27. April 1936 per Dekret durch König Viktor Emanuel III. für die Teilnehmer des Italienisch-Äthiopischen Kriegs gestiftet wurde. Verleihungsvoraussetzung war eine mindestens zweimonatige Einsatzzeit im Kriegsgebiet im Zeitraum von 3. Oktober 1935 bis 5. Mai 1936.

## Aussehen und Trageweise
Die aus geschwärzter Bronze gefertigte runde Medaille hat einen Durchmesser von 32 mm und zeigt auf ihrem Avers das nach rechts  gerichtete Brustbild des Stifters mit der Umschrift VITT.EM.III.RE.D´ITALIA.IMP-DI.ETIOPIA (Vittorio Emanuel III König von Italien Kaiser von Äthiopien). Das Revers zeigt rechts die Fasces und links daneben einen Berg mit davorliegendem Massiv. Über dem Berg die Inschrift AFRICA ORIENTALE  (Ostafrika). Bei dem Berg handelt es sich um die Gruppe der Simien-Berge. Unter diesen Bergmassiv ist die zweizeilige Inschrift MOLTI NEMICI / MOLTO ONORE (Viel Feind, viel Ehr) zu lesen.
Getragen wurde die Medaille an der linken oberen Brustseite an einem blauen Band, das mit fünf schwarzen senkrechten Mittelstreifen durchzogen ist.
Kämpfer erhielten zudem ein querliegendes sizilianisches Schwert, das auf dem Band anzulegen war. Nichtkämpfer erhielten nur das Band nebst Medaille.